# Fluorglycofen-ethyl
Fluorglycofen-ethyl ist eine künstlich hergestellte chemische Verbindung aus der Gruppe der Diphenylether. Die Verbindung hemmt die Protoporphyrinogen-Oxidase, weshalb sie als Herbizid eingesetzt wurde. Es handelt sich dabei um den Ethylester von Fluorglycofen (CAS-Nr. 77501-60-1).

## Abbau
In Lebewesen wird Fluorglycofen zu Acifluorfen metabolisiert.

## Zulassung
Die EU-Kommission entschied 2002, Fluorglycofen nicht in die Liste der zulässigen Pflanzenschutzwirkstoffe aufzunehmen. Fluorglycofen-ethyl war unter dem Handelsnamen Estrad erhältlich, ist aber seit 2003 nicht mehr in Deutschland zugelassen. Auch in der Schweiz und in Österreich bestehen keine Zulassungen.